# Ghenadie Ciobanu
Ghenadie Ciobanu (ur. 6 kwietnia 1957 w Brătușeni) – mołdawski kompozytor oraz polityk. W latach 1997–2001 pełnił funkcję Ministra Kultury Republiki Mołdawii.

## Odznaczenia
- Komandor Orderu Gwiazdy Rumunii (2000)[1]
- Medal Pamiątkowy "150-lecia narodzin Mihaia Eminescu"[2]